# Richard Brend’amour
Richard Brend’amour, född 14 oktober 1831 och död 22 januari 1915, var en tysk träsnidare och konstförläggare.
Brend’amour var verksam som grafiker, men gjorde sig främst känd genom att 1859 grunda en xylografisk konstanstalt i Düsseldorf, från vilken en mängd grafiker utgått.